# L'Esprit de notre temps - Tête mécanique
L'Esprit de notre temps - Tête mécanique (en allemand : Der Geist unserer Zeit – Mechanischer Kopf) est une sculpture de l'artiste autrichien Raoul Hausmann, réalisée vers 1920.

## Description
L'œuvre est un assemblage d'objets : elle est basée sur une marotte de coiffeur en bois, sur laquelle sont fixés divers objets, dont une règle, un dictionnaire anglais/français, des mécanismes de montre de poche, une machine à écrire, des morceaux d'appareil photo,un portefeuille en peau de crocodile,, un gobelet télescopique et du carton ainsi qu'un tuyau de pipe.

## Historique
La sculpture est le seul assemblage subsistant parmi ceux produits par Raoul Hausmann dans les années 1919-1920.
L'œuvre est conservée au Musée national d'Art moderne (Centre Georges-Pompidou) de Paris.